# Dexter (cykel)

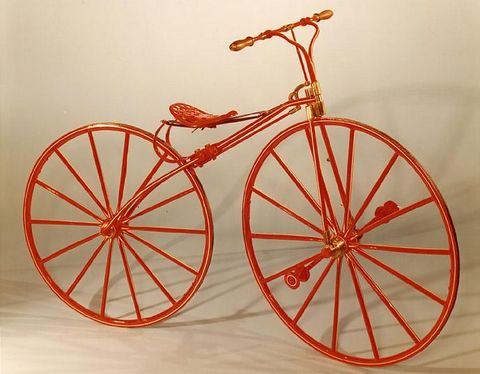
Dexter från 1869 i Smithsonian Institution i Washington D.C. i USA, i serien SMITHSONIAN STUDIES IN HISTORY AND TECHNOLOGY NUMBER 24, 1974

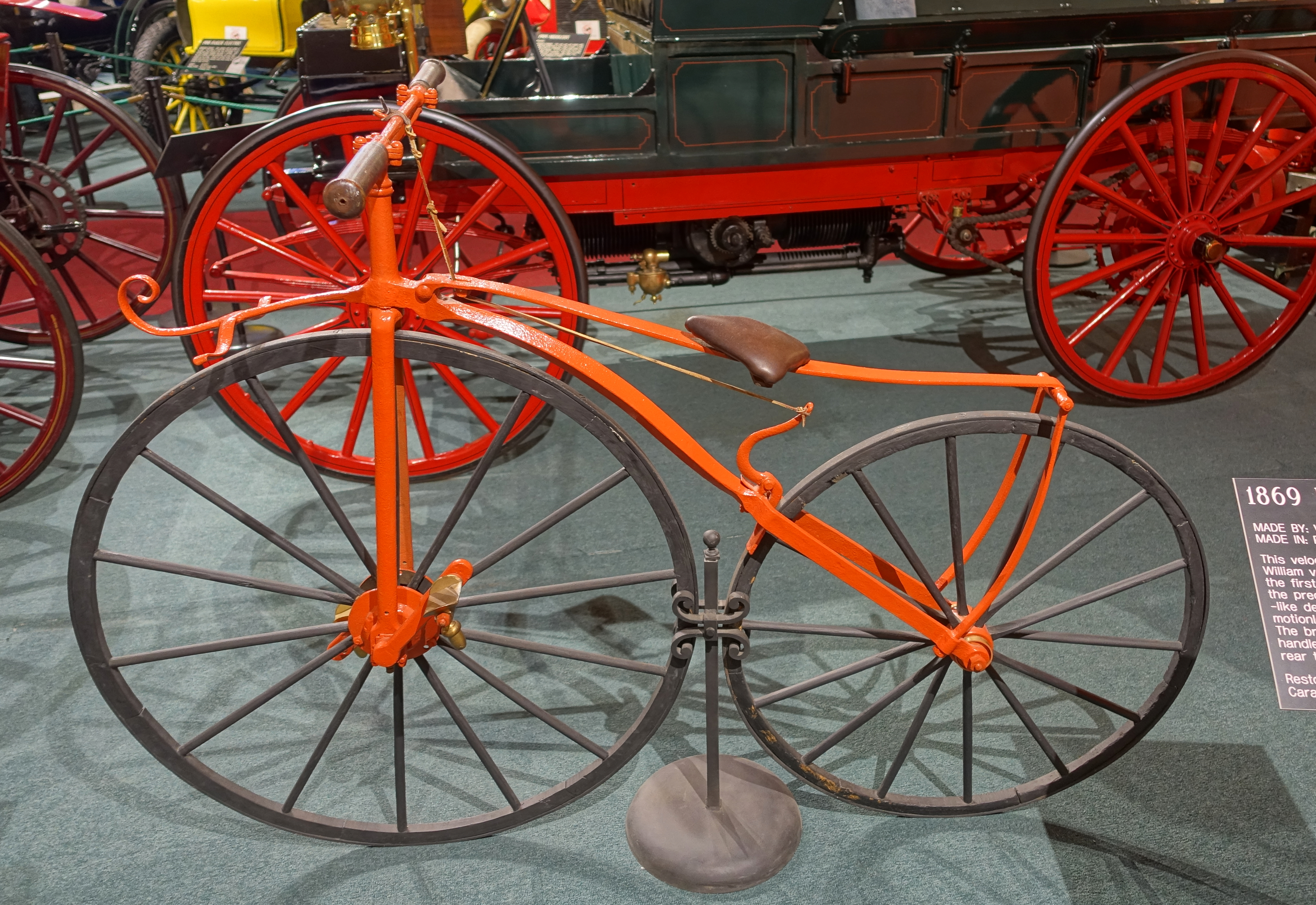
Dexter i Car & Carriage Caravan Museum i Luray Caverns i Virginia i USA

Dexter var en amerikansk modell av benskakare, som tillverkades 1869 av William van Anden (1842-1918) i Poughkeepsie i delstaten New York. Den var baserad på Van Andens egna patent (US Patent no. 88238) från den 23 mars samma år.
William Van Andens patenterade velociped hade flera förbättringar jämfört med tidigare modeller av benskakare. Den viktigaste var frihjulet i navet i det drivande framhjulet, det första frihjulet i cykelns historia, som tillät att låta bli att trampa, även om  cykeln rullade framåt. Van Anden-cykelns bromsar bestod av en friktionsplatta mot det bakre hjulet, vilken manövrerades genom att vrida styrets handtag. Läderremmar under sadeln åstadkom en viss fjädring för ryttare. Sadeln av genombrutet gjutjärn var monterad på läderremmar fästa mellan ramen och ett böjt båge av järn, vilket gav ryttaren en viss fjädring.
Cykelns ram och gaffel är gjorda i järn och den har ekrade trähjul och sedvanliga ståldäck. Framhjulet har en diameter på 36 tum och bakhjulet var på drygt 32 tum. Pedalerna var spolformade och av gjutjärn.